# Eucosmabraxas
Eucosmabraxas là một chi bướm đêm thuộc họ Geometridae.